# Labidocera orsinii
Labidocera orsinii is een eenoogkreeftjessoort uit de familie van de Pontellidae. De wetenschappelijke naam van de soort is voor het eerst geldig gepubliceerd in 1889 door Giesbrecht.